# 캡틴 어스
캡틴 어스(일본어: キャプテン・アース, Captain Earth)는 본즈가 제작하고 이가라시 타쿠야가 감독을 맡은 일본의 애니메이션 텔레비전 시리즈이다. 각본은 에노키도 요지가 맡았다. 총 25화로 일본의 MBS 텔레비전을 통해 2014년 4월부터 9월까지 방영되었다.

## 비디오 게임
'Captain Earth: Mind Labyrinth'라는 제목의 비주얼 노벨이 2015년 2월 26일 플레이스테이션 비타용으로 출시되었다.